# Marcelle de Jouvenel
Marcelle Georgette Fernande de Jouvenel des Ursins, née Prat, est une écrivaine, reporter et sujet psi française, née le 12 avril 1896 à Neuilly-sur-Seine et morte le 20 mai 1971 dans la même commune.

## Biographie
Nièce maternelle du romancier Maurice Leblanc (sa mère Jehanne Leblanc était la sœur du créateur d'Arsène Lupin et aussi de l'artiste Georgette Leblanc), elle épouse Bertrand de Jouvenel le 5 décembre 1925. Le mariage a lieu « dans la plus stricte intimité » selon la presse de l'époque. Les témoins sont, pour l'époux : Édouard Bénès, alors ministre des Affaires étrangères de la Tchécoslovaquie, et le diplomate Philippe Berthelot ; pour Marcelle Prat : René Renoult, ministre de la justice, et Maurice Leblanc,. Le couple se sépare au bout de quelques années mais Marcelle Prat/de Jouvenel refuse longtemps le divorce.
Un fils naît en 1931, Roland de Jouvenel. Marcelle ne souhaite pas se laisser enfermer dans son rôle de mère. En 1933, elle commence une carrière de grand-reporter qui l'éloigne périodiquement de son fils. Celui-ci meurt le 2 mai 1946 à l'âge de 14 ans, de la typhoïde. 
Pour échapper au désespoir, sur les conseils d'une amie, elle se lance dans l'écriture automatique, ou plus exactement la psychographie, qui est un phénomène paranormal. Les messages ont été réunis en plusieurs petits volumes d'une très grande densité spirituelle, parfois sévères mais toujours bienveillants, s'efforçant de conduire sa mère (c'est-à-dire elle-même) mais aussi toute personne ayant perdu un être cher dans le progrès de la connaissance de Dieu.[réf. nécessaire]
Ces ouvrages ont remis à l'honneur les idées sur la survie après la mort que l'avènement de la psychanalyse après la guerre de 14-18 avait fait oublier.[réf. nécessaire]

## Non-séparabilité des êtres humains
Les messages affirment que le monde n'est que vibrations et que les pensées et les sentiments agissent sur tout l'univers. La puissance de la pensée, sa capacité à se propager d'âme en âme d'où découlent les vagues d'opinion et l'efficacité de la prière sont des thèmes qui reviennent dans les messages attribués à Roland de Jouvenel.[réf. nécessaire]
 (novembre 2016).
- Si vous ne connaissez pas le sujet, laissez ce bandeau (vous pouvez alors contacter les auteurs).
- Si vous supprimez le contenu mis en cause (vous pouvez préalablement contacter les auteurs),

argumentez précisément cette suppression dans la page de discussion
(un manque de référence n'est pas un argument ; une recherche réelle de référence doit avoir été effectuée, être formellement documentée).
Ces idées rejoignent celles exprimées par le physicien Emmanuel Ransford : « Tout est relié, comme si l'univers était un gigantesque hologramme, où le tout est aussi dans la partie. » Elles sont proches également de celles d'Olivier Costa de Beauregard pour qui l'interaction entre tous les éléments de l'Univers ne décroît pas avec la distance spatiale ou temporelle.[réf. nécessaire]

## Ouvrages
Premières éditions aux Éditions La Colombe, 1948, 1950, 1954

Aux éditions Lanore :
- Au Diapason du Ciel, introduction Jean Prieur, 1981, réimp. 1987 et 1994,  (ISBN 2-85157-111-7 et 2-8515-7130-3), extraits:  (messages d'octobre 1946 au 23 septembre 1947)
- Quand les sources chantent, 1978, réimp. 1986, 1994,  (ISBN 2-85157-015-3), extraits:  (messages de septembre 1947 à décembre 1948)
- Au seuil du Royaume, présentation de Jean Prieur, 1980, réimp. 1990,  (ISBN 2-85157-072-2), extraits:  (messages de janvier 1949 à décembre 1953)
- En absolue fidélité, 1988
- Comme un secret, comme une flamme, 1989,  (ISBN 2-85157-067-6)
- La seconde vie, préface de Jean Prieur, 1992, 320 pages,  (ISBN 2-85157-098-6), extraits:

## Reportages
- À travers le sable et la jungle, Le Matin (France), 12 janvier-11 février 1935.